# Aquaplane
Aquaplane — аркадная компьютерная игра в жанре экшен, разработанная Джоном Холлисом и изданная в Великобритании в 1983 году компанией Quicksilva. В том же году игра была издана в Дании компанией ZX Data, а также портирована на Commodore 64. В 1985 году Aquaplane вышла в составе сборника.
В игре симулируются водные лыжи, когда игрок управляет катером и соединённым с ним лыжником. Игровой процесс построен как на избегании столкновений с движущимися навстречу различными препятствиями и объектами, так и на управлении одновременно катером и лыжником.
Игровая пресса встретила Aquaplane положительно, отметила хорошее качество графики и анимации, простоту управления и оригинальность. Отдельные замечания были высказаны по реалистичности и невысокой сложности. Aquaplane среди критиков отметилась техническим новшеством использования бордюра монитора ZX Spectrum, который был графически задействован для создания эффекта использования всего дисплея компьютера.

## Игровой процесс

Игровой процесс Aquaplane. Изображение совмещено с бордюром монитора ZX Spectrum, на котором верхняя часть используется для отображения неба, а нижняя воды; катер игрока сравнялся с акулой, которая преследует лыжника; на пути несколько неподвижных препятствий и видны плавники других акул

Aquaplane представляет собой аркадный сайд-скроллерный экшен в спрайтовой графике, в котором действие происходит на Лазурном берегу, где главный персонаж занимается водными лыжами. Но, как оказывается, на его пути начинают возникать различные препятствия. Под управлением игрока находятся как катер, так и соединённый с ним на тросе лыжник, и задачей игрока является избегание столкновений.
Скроллинг объектов на экране происходит с постоянной скоростью справа-налево навстречу катеру. Лыжник всегда двигается на некотором удалении за катером и при этом между ними могут проходить объекты, а лыжник может смещаться на некоторое расстояние относительно катера вверх или вниз. Всего для управления используется три клавиши (или направления джойстика) — вверх, вниз и «газ» (англ. thrust). Если игрок не использует «газ», то катер постепенно вместе с лыжником смещаются влево до конца экрана. Если при этом игрок смещает персонажей вверх или вниз, то лыжник относительно катера не перемещается. Если же используется «газ», то катер двигается вперёд вместе с лыжником (но катер перемещается не дальше предельного значения справа), и в случае одновременного нажатия на перемещение вверх или вниз лыжник смещается в ту же сторону относительно катера.
Прохождение игры разделено на уровни (называемых фазами, англ. phase), на каждом из которых имеется некоторый набор типов препятствий и движущихся объектов, которые появляются справа в случайной позиции по вертикали. Сначала на пути попадаются неподвижные камни, брёвна и тому подобное. На следующей фазе игра усложняется — навстречу лыжнику плывут яхты, которые перемещаются вверх и вниз. Далее на уровне вместе с неподвижными объектами плывут быстрые катера. На последующей фазе впереди игрока оказываются акулы, которые, в отличие от других объектов, целенаправленно плывут к лыжнику. При этом если они сравниваются с катером по вертикали, то «щёлкают зубами» и далее без смещений вверх или вниз двигаются за экран. На дальнейших уровнях подмножества описанных типов объектов комбинируются.
Очки даются тогда, когда препятствие пропадает в левой части экрана, и за объекты с более сложным поведением даётся больше очков. После окончания фазы игроку даются дополнительные очки пропорционально числу оставшихся жизней. Изначально даётся четыре жизни, одна из которых теряется при столкновении лыжника или катера с препятствием.

## Разработка и выпуск
Aquaplane для ZX Spectrum была разработана Джоном Холлисом (англ. John Hollis) и издана в августе 1983 года компанией Quicksilva. Впоследствии в том же году игру портировал на Commodore 64 Стив Хикман (англ. Steve Hickman). Перед Aquaplane Джон Холлис выпустил игру Time-Gate, которая стала популярной, и во время представления Aquaplane пресса обращала внимание, что это игра того же автора.
Техническим новшеством Aquaplane стало то, что игра использовала бордюр монитора ZX Spectrum не как монолитный цвет, а с отображением верхней части голубым цветом, и нижней синим (см илл.), что вызвало удивление обозревателей. Впоследствии в интервью Джон Холлис рассказал, что он добился такого эффекта посредством системы прерываний ZX Spectrum, когда реализовывался их обработчик, который изменял с заданной периодичностью цвет бордюра, далее константное время выполнялся скроллинг облаков, и потом цвет бордюра изменялся на другой цвет. Это все было встроено в цикл игры, во время которого также обрабатывалась игровая логика и звуковые эффекты.
В 1983 году Aquaplane была издана в Дании компанией ZX Data. В 1985 году Aquaplane была издана в Испании компанией Monser S.A. в составе сборника Software Magazine (выпуск 5a). В 1991 году игра была локализована в НПО «Ратон» и в дальнейшем поставлялась в комплекте с учебно-игровой приставкой «Ратон-9003».

## Оценки и мнения
| Иноязычные издания       | Иноязычные издания |
| Издание                  | Оценка             |
| ------------------------ | ------------------ |
| CVG                      | 23/40              |
| Home Computing Weekly    | [ 13 ]             |
| Popular Computing Weekly | 9/10               |

Игровая пресса встретила Aquaplane хорошо. Положительные отзывы были получены по качеству графики, оригинальности и простоте игрового процесса. Журналисты обратили внимание на то, что игра графически задействовала бордюр монитора ZX Spectrum, что в то время оказалось технической новинкой. Отдельные замечания были высказаны по простоте игры и её реалистичности.
Popular Computing Weekly игра рецензировалась дважды. В первом обзоре августа 1983 года было отмечено высокое разрешение графики, и рецензент удивился, как разработчику удалось задействовать в игре бордюр экрана ZX Spectrum. В последующей рецензии, вышедшей в сентябре, идея Aquaplane была названа оригинальной, а управление критик посчитал очень простым. Графика описана как «очень впечатляющая», в которой отмечен пиксельный скроллинг, качество которого сохраняется несмотря на множество движущихся объектов на экране. В Home Computing Weekly вышло две рецензии в разное время, где сперва отметили, что игра использует бордюр для расширения графического экрана, а во второй обратили внимание на простоту и минимализм в управлении.
Рецензент журнала Computer and Video Games удивился, что при встрече с препятствиями лыжник взрывается, как и катер. Ещё было не понятно, как быстрые катера и яхты проплывают сквозь препятствия. Тем не менее, автор обзора отметил качественную графику, но посетовал на малый темп игры и её невысокую сложность, так как относительно легко пройти первые три фазы.
Обозреватель Crash посчитал игру весьма оригинальной и очень приятной, отдельно отметив игровой процесс, когда необходимо управлять двумя персонажами одновременно. Дополнительно хорошо отозвался об использовании бордюра, что дало игроку ощущение того, что игра происходит на всём экране.
В своем интервью Джон Холлис сообщал, что несмотря на то, что Time-Gate принесла много денег, Aquaplane является его любимой игрой.